# Оскар фон Міллер

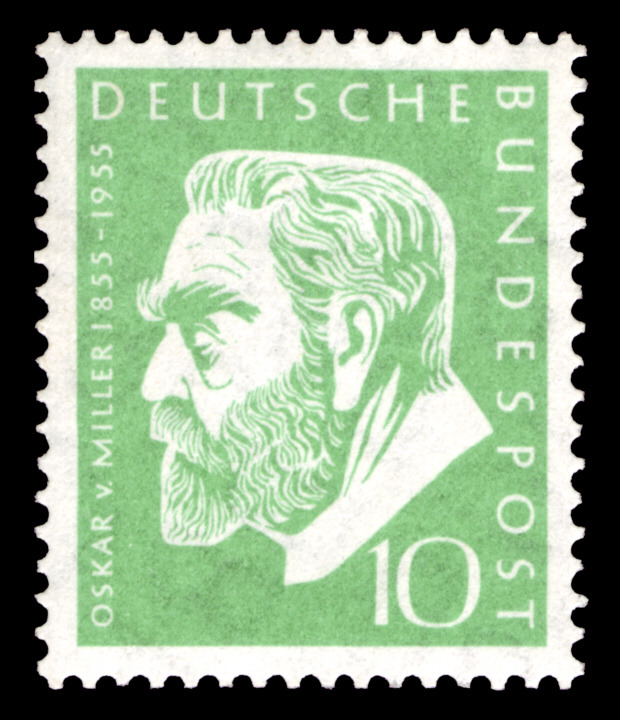
Поштова марка ФРН, присвячена 100-річчю від дня народження О.фон Міллера (1955)

Оскар фон Міллер (нім. Oskar von Miller; 7 травня 1855, Мюнхен — 9 квітня 1934, Мюнхен) — німецький інженер-будівельник, винахідник, один із засновників гідроенергетики. Засновник найбільшого в світі технічного Німецького музею.

## Біографія
Оскар Міллер народився в сім'ї ливарника, першого інспектора Королівських ливарних майстерень в Мюнхені, Фердинанда фон Міллера (1813—1887). У 1875 році батько Оскара і вся його родина були зведені в дворянський стан. Освіту будівельного інженера здобув у Вищій технічній школі Мюнхена. У 1875 Оскар знайомиться і товаришує з Рудольфом Дізелем. Після успішного закінчення навчання надходить в баварське міністерство будівництва.
У 1881 році молодий інженер відвідує в Парижі Міжнародну електричну виставку. Міллер має намір розглянути можливості гідроенергетики в Баварії. У 1882 він організовує в Мюнхені першу в Німеччині електротехнічну виставку. На цій виставці фон Міллеру і Марселю Депре (який з ним працював) вдалося вперше передати електроенергію лінією в 60 кілометрів — з Мізбаха до Мюнхена.
У 1883—1889 роках О. фон Міллер є директором (спільно з Емілем Ратенау) «Німецького едісонівського товариства» (нині — фірма AEG). Його плани з розвитку гідроенергетики спочатку не знайшли підтримки у баварського уряду. У 1884 році він будує в Мюнхені першу в Німеччині електростанцію. У тому ж році Оскар одружується з художницею Марією Зейц, від якої мав сімох дітей.
У 1890 році О. фон Міллер відкриває власну інженерну фірму, яка працювала переважно над проєктами в галузі енергетики. У 1891 він провадить керівництво «Міжнародною електротехнічною вистакою», яка відбувалася у Франкфурті-на-Майні. Тут йому вдалося передати електричний струм напругою в 20.000 вольт на відстань в 176 кілометрів, що стало сенсацією в царині застосування змінного струму.
У 1892 році вводиться в дію побудована за проєктом Міллера гідроелектростанція в Шенгайсінзі, що забезпечила електроенергією сусіднє місто Фюрстенфельдбрук — перше місто в Баварії, яке отримало електричне вуличне освітлення. Ця електростанція знаходиться до цих пір в робочому стані і є пам'яткою, яка охороняється державою.
У 1903 році фон Міллер домагається дозволу на будівництво Німецького музею техніки в Мюнхені. У цьому йому допомагають багато вчених світового значення — Макс Планк, Гуго Юнкерс, Вільгельм Конрад Рентген. Перший камінь у фундамент музейного комплексу заклав німецький імператор Вільгельм II. Будівництво музею тривало тривалий час; відкритий він був до 70-річчя О. фон Міллера в 1925 році.
У 1918—1924 роках він керував будівництвом найбільшої тоді в світі гідроелектростанції Вальгензеє. Був також засновником науково-дослідного і проєктного інституту по водному господарству в баварському Оберназі (нині «Versuchsanstalt für Wasserbau und Wasserwirtschaft, Oskar von Miller Institut»). У 1912—1914 роках він був головою «Спілки німецьких інженерів».
Помер внаслідок інфаркту незабаром після смерті в результаті нещасного випадку своєї дружини.

## Визнання
О. фон Міллер був лавреатом численних премій і нагород, почесним громадянином міста Мюнхен (1930), членом Королівської ради Баварії, почесним доцентом Вищої технічної школи Відня. У 1921 отримав Медаль Вільгельма Екснера, в 1925 був нагороджений Золотою медаллю міста Мюнхена і Медаллю Кармарша, в 1927 — перстнем Сіменса.
Його ім'ям названо вулиці Мюнхена, Франкфурта-на-Майні, Нюрнберга, Аугсбурга, Кайзерслаутерна, Швейнфурта й інших міст Німеччини. Бюст О. фон Міллера встановлений в Залі слави міста Мюнхен.